# Anna Dąbrowska-Banaszek
Anna Dąbrowska-Banaszek (ur. 14 kwietnia 1961 w Chełmie) – polska lekarka i polityk, posłanka na Sejm IX i X kadencji.

## Życiorys
Ukończyła studia lekarskie w Akademii Medycznej w Lublinie. Podjęła pracę w lokalnym szpitalu w Chełmie na oddziale wewnętrznym i w poradni alergologicznej. Specjalizowała się w zakresie chorób wewnętrznych, alergologii i pulmonologii.
W wyborach parlamentarnych w 2019, startując z 24. (ostatniego) miejsca listy Prawa i Sprawiedliwości (jako bezpartyjna kandydatka z rekomendacji Porozumienia) w okręgu chełmskim, została wybrana do Sejmu IX kadencji, zdobywając 13 787 głosów. W 2021 znalazła się wśród założycieli stowarzyszenia OdNowa Rzeczypospolitej Polskiej. W wyborach w 2023 z powodzeniem ubiegała się o poselską reelekcję (z wynikiem 13 910 głosów). W 2024 z ramienia PiS wystartowała w wyborach do Parlamentu Europejskiego z okręgu nr 8.
Jest matką Jakuba Banaszka, prezydenta Chełma.